# 33991 Weixunjing
33991 Weixunjing este o planetă minoră (asteroid) din centura de asteroizi. A fost descoperită pe 3 iulie 2000 la Experimental Test Site⁠(d) de Lincoln Near-Earth Asteroid Research. 
Obiectul prezintă o orbită caracterizată de o semiaxă mare de 2,3886656 UAi, o excentricitate de 0,14, o înclinație de 5,63621 ° în raport cu ecliptica.